# Estadio Eddy Coello
El estadio Eddy Coello es un estadio multiusos. Está ubicado en la ciudad de Sucúa, provincia de Morona Santiago, Ecuador. Fue inaugurado en 2014, es usado para la práctica del fútbol y tiene capacidad para 2000 espectadores.

## Historia

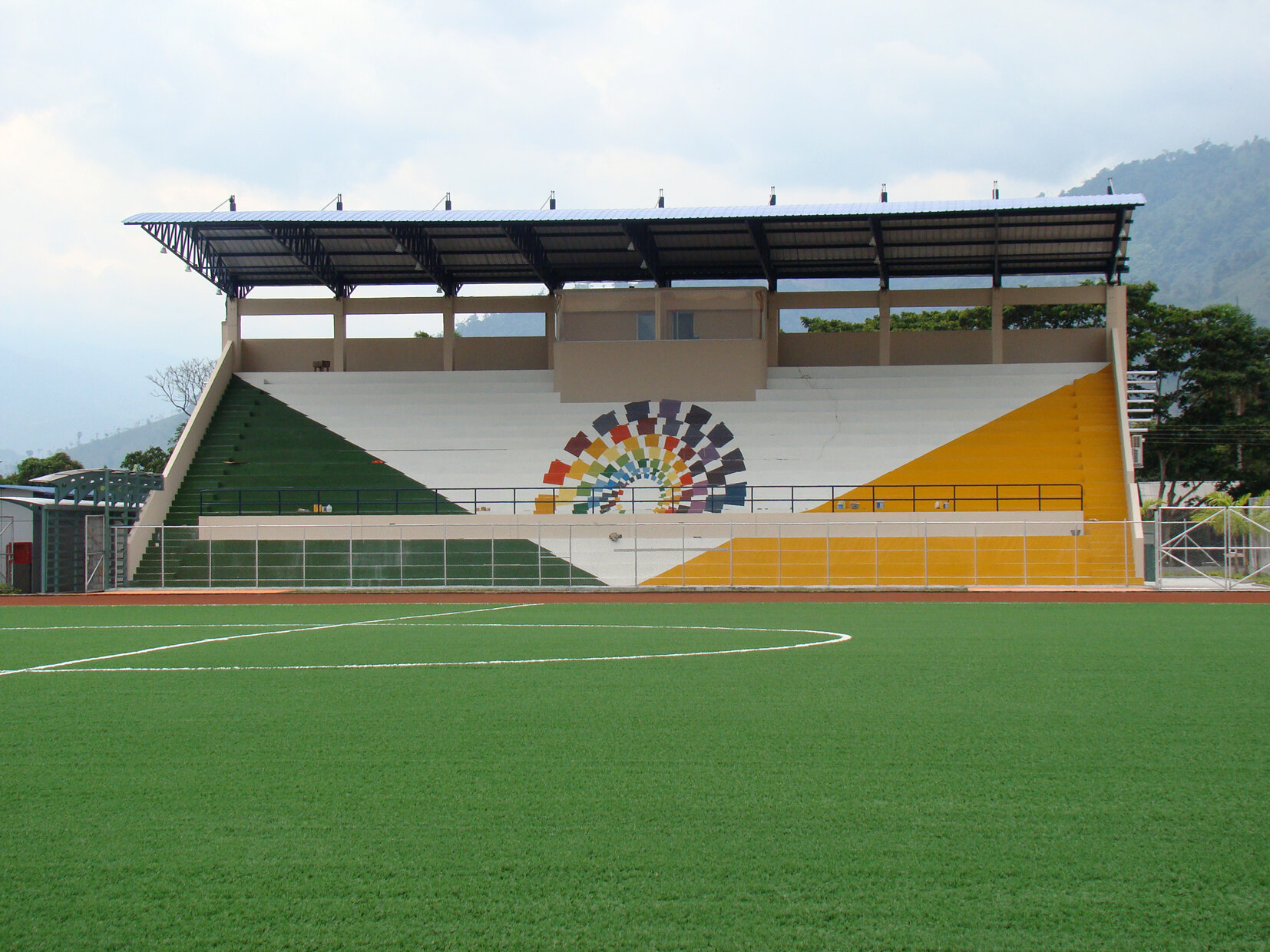
Tribuna principal

Desempeña un importante papel en el fútbol local, ya que los clubes de Sucúa como el Municipal Sucúa y el Deportivo Sucúa hacen o hacían de local en este escenario deportivo, que participan en el Campeonato Provincial de Segunda Categoría de Morona Santiago.
El estadio es sede de distintos eventos deportivos a nivel local, ya que también es usado para los campeonatos escolares de fútbol que se desarrollan en la ciudad en las distintas categorías, también puede ser usado para eventos culturales, artísticos, musicales de la localidad.
Los clubes de provincias vecinas como la Napo realizaban en algunas ocasiones sus partidos de local en este escenario.
- Datos: Q16303218